# Observatoire astronomique Geminiano Montanari
L'observatoire astronomique Geminiano Montanari, connu également sous le nom d'observatoire Cavezzo est un observatoire astronomique italien situé dans la municipalité de Cavezzo dans la province de Modène à 18 m d'altitude. Son code MPC est 107 Cavezzo,. 
L'observatoire a été construit entre 1975 et 1978 par l'Association astronomique Geminiano Montanari en collaboration avec la municipalité de Cavezzo qui en conserve la propriété. L'édifice est nommé d'après Geminiano Montanari, un astronome et fabricant de lentilles italien, partisan de l'approche expérimentale des sciences. Il est né le 1er juin 1633 à Modène et mort le 13 octobre 1687 à Padoue.
L'observatoire est crédité par le Centre des planètes mineures de la découverte de six astéroïdes réalisées entre 1995 et 2001.
Le télescope principal a une configuration Newton-Cassegrain avec une distance focale de 2 210 mm et un miroir principal de 400 mm.
Les activités s'organisent autour d'initiatives pédagogiques, didactiques et scientifiques, tant pour les écoles que pour le grand public, et les activités de recherche.

## Découvertes
| Astéroïdes découverts | date de découverte |
| --------------------- | ------------------ |
| (13145) Cavezzo       | 27 février 1995    |
| (22405) Gavioliremo   | 19 juillet 1995    |
| (38541) Rustichelli   | 7 novembre 1999    |
| (66207) Carpi         | 6 février 1999     |
| (80652) Albertoangela | 16 janvier 2000    |
| (357116) Attivissimo  | 16 novembre 2001   |